# Audan Mughalschar
Der Audan Mughalschar (kasachisch Мұғалжар ауданы Mūğaljar audany, russisch Мугалжарский район Mugalscharski rajon) ist ein Bezirk im Gebiet Aqtöbe in Kasachstan.

## Geografie
Der Audan Mughalschar liegt im Westen Kasachstans im Gebiet Aqtöbe. Im Norden grenzt er an die Audandar Algha und Chromtau, im Osten an den Audan Äiteke bi und im Süden an die beiden Audandar Schalqar und Baighanin. Im Westen grenzt der Audan Temir an den Bezirk an.

## Geschichte
Der heutige Audan Mughalschar wurde 1928 gegründet; er trug zuerst den Namen Rajon Temir (Темирский район). Seit 1932 gehörte der Bezirk zur neu geschaffenen Oblast Aktobe. Am 31. Januar 1966 wurde der Rajon Temir in Rajon Kandagatsch (Кандагачский район) umbenannt. Im Dezember desselben Jahres wurde aus dem südlichen Teil des Rajon Temir der Rajon Mugalschar neu geschaffen, Zentrum wurde der Ort Emba.
Am 11. Januar 1967 wurde die Siedlung Kandagatsch in den Status einer Stadt erhoben und anlässlich des 50. Jahrestages der russischen Oktoberrevolution in Oktjabrsk umbenannt; der Rajon Kandagatsch wurde ebenfalls in Rajon Oktjabr umbenannt. Nur wenige Jahre später wurde am 10. März 1972 der heutige Rajon Temir vom Rajon Oktjabr abgespalten.
Im Zuge einer Gebietsreform nach der Unabhängigkeit Kasachstans wurde 1997 der bereits bestehende Rajon Mugalschar aufgelöst und sein Gebiet dem Rajon Oktjabr angegliedert. Dieser erhielt anschließend den Namen Mughalschar. Die Stadt Oktjabr wurde in Qandyaghasch umbenannt und wurde Verwaltungszentrum des Bezirks.

## Bevölkerung
Bei der Volkszählung 1999 hatte der Audan Mughalschar 63.812 Einwohner. Die Volkszählung 2009 ergab für den Bezirk eine Einwohnerzahl von 62.115. Bei der letzten Volkszählung 2021 lebten 64.991 Menschen im Audan Mughalschar. Die Fortschreibung der Bevölkerungszahl ergab zum 1. Januar 2025 eine Einwohnerzahl von 64.928.
| Einwohnerentwicklung               | Einwohnerentwicklung | Einwohnerentwicklung | Einwohnerentwicklung | Einwohnerentwicklung | Einwohnerentwicklung | Einwohnerentwicklung | Einwohnerentwicklung |
| 1939                               | 1959                 | 1970                 | 1979                 | 1989                 | 1999                 | 2009                 | 2021                 |
| ---------------------------------- | -------------------- | -------------------- | -------------------- | -------------------- | -------------------- | -------------------- | -------------------- |
| 23.251                             | 22.914               | 41.457               | 26.654               | 40.994               | 63.812               | 62.115               | 64.991               |
| Anmerkung: Volkszählungsergebnisse |                      |                      |                      |                      |                      |                      |                      |

## Verwaltungsgliederung
Der Audan Mughalschar ist in 15 ländliche Bezirke (kasachisch Ауылдық округ Auyldyq okrug; russisch Сельский округ Selski okrug) gegliedert (Stand: 2021).
| Ländlicher Bezirk     | Einwohner | Einwohner | Orte                                                    |
| Ländlicher Bezirk     | 2009      | 2021      | Orte                                                    |
| --------------------- | --------- | --------- | ------------------------------------------------------- |
| Aqkemer               | 3.000     | 2.753     | Aqkemer, Jelek, Köktöbe, Kötibar, rsd. 312, Scharyq     |
| Aschtschyssai         | 903       | 591       | Aqsu, Aschtschyssai, Sabyndyköl                         |
| Batpaqköl             | 2.268     | 2.131     | Qoschassai, Sagha, Schaghabulaq, Scharkemer             |
| Jegindibulaq          | 765       | 418       | Bulaqty, Mijalyköl                                      |
| Jembi                 | 11.251    | 12.783    | Jembi                                                   |
| Jengbek               | 2.953     | 2.576     | Basschili, Saghaschili, Temir Köpir, Tepsen Qarabulaq   |
| Mughalschar           | 2.118     | 1.623     | Mughalschar, Qyrghys Beketi                             |
| Qajyngdy              | 1.274     | 1.186     | Altyndy, Qajyngdy                                       |
| Qandyaghasch          | 29.169    | 34.898    | Qandyaghasch                                            |
| Qudaibergen Schubanow | 1.005     | 641       | Qaraköl, Schangaturmys                                  |
| Qumsai                | 889       | 577       | Qumsai                                                  |
| Qumscharghan          | 1.673     | 1.355     | Birlik, Qudyq Beketi, Qumsai, Qumscharghan, Schengelsch |
| Schem                 | 1.936     | 1.355     | Schem                                                   |
| Schuryn               | 1.972     | 1.353     | Köbelei, Köldeneng Temir, rsd. 53, Schuryn              |
| Taldyssai             | 939       | 751       | Jengbek, Taldyssai                                      |

## Wirtschaft
Im südwestlichen Teil des Bezirks wird am östlichen Rand der Kaspischen Senke Erdöl und Erdgas gefördert. Das Öl- und Gasfeld Schangaschol wurde in den 1980er Jahren in Betrieb genommen. Das Feld Aschtschissai wurde 2005 entdeckt. Die Förderung auf allen Felder der Region wird von CNPC-AktobeMunaiGas ausgeführt.